# 第317歩兵師団 (ベトナム陸軍)
第317歩兵師団（Sư đoàn bộ binh 317）は、ベトナム人民軍（陸軍）の師団の1つ。

## 歴史
- 1979年2月 - 第8軍区配下の独立連隊に基づき、ホーチミンで編成。編成後は、カンボジア侵攻のための訓練に従事
- 1979年3月 - カンボジアに投入され、第302師団とコンポントム州の防衛を交代した。
- 1980年7月 - 第479司令部の指揮下に入り、第77師団の代号を用いた。
- 1981年6月 - バタンバン州詩梳風地区に移動
- 1981年末 - シェムリアップ州格羅蘭地区に移動し、地方政権・部隊の支援を任務とした。
- 1983年後半 - 一部をカンボジア軍に編入し、主力はベトナム国内に戻った。帰国後は、辺和地区に駐屯

## 編制
- 第6歩兵連隊　（Trung đoàn bộ binh 6）
- 第747歩兵連隊　（Trung đoàn bộ binh 747）
- 第775歩兵連隊　（Trung đoàn bộ binh 775）
- 第774砲兵連隊 （Trung đoàn pháo binh 774）